# Sport in Avignon
Sport in Avignon findet in organisierter Form als Breitensport in rund 120 Vereinen statt.

## Übersicht

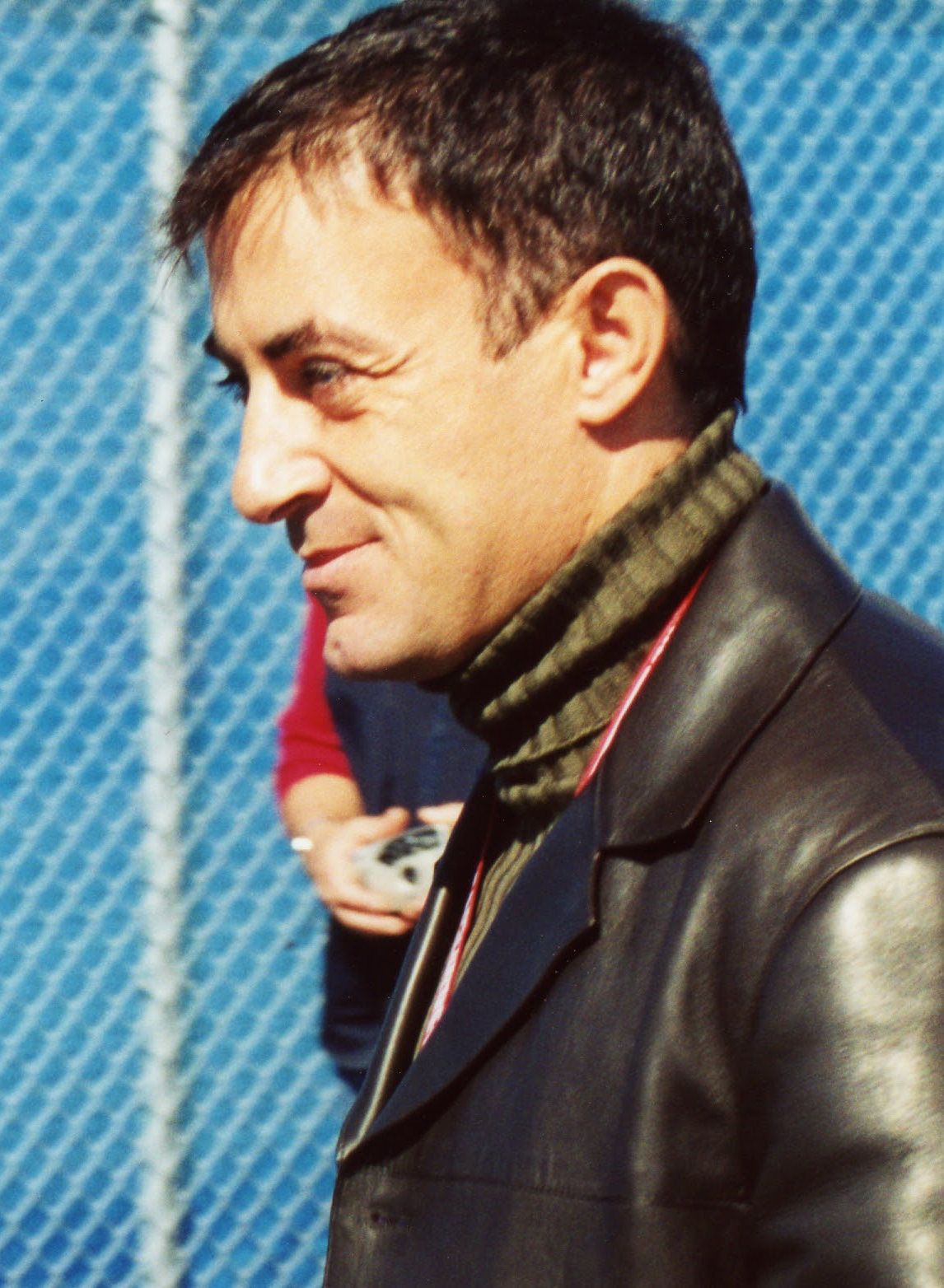
Jean Alesi, „der Avignonese“.

Avignon besitzt, wie alle größeren französischen Städte, zahlreiche Sportstätten (mehrere Stadien und Stadtbäder, Eisbahnen, Bowling-Center, Golfplätze, Dōjōs usw.). Auf den Anlagen lässt sich, egal ob öffentlich oder privat, eine Vielzahl von Sportarten ausüben. Die größten Sportstätten der Stadt sind der Parc des Sports, das Stade de Saint-Ruf, der Cosec Moretti, der Palais Omnisports Champfleury, der Palais de la Glace (Eispalast) und das Hippodrome Roberty.
Die Gemeinde Avignon ist auch der Geburtsort einiger Sportpersönlichkeiten wie des Formel-1-Piloten Jean Alesi oder des Fußballers Cédric Carrasso, der in der Jugendabteilung von Avignon Football 84 spielte, bevor er zu Olympique Marseille wechselte.
Jedes Jahr werden zahlreiche Sportevents wie die „Tour des Remparts“ oder die „10 km de la Cité des Papes“ organisiert, aber auch Fußballturniere sowie Veranstaltungen im Boule-Spiel, Boxen, Gymnastik, Rugby, Rock ’n’ Roll (Tanz), Inlineskating usw.

## Fußball

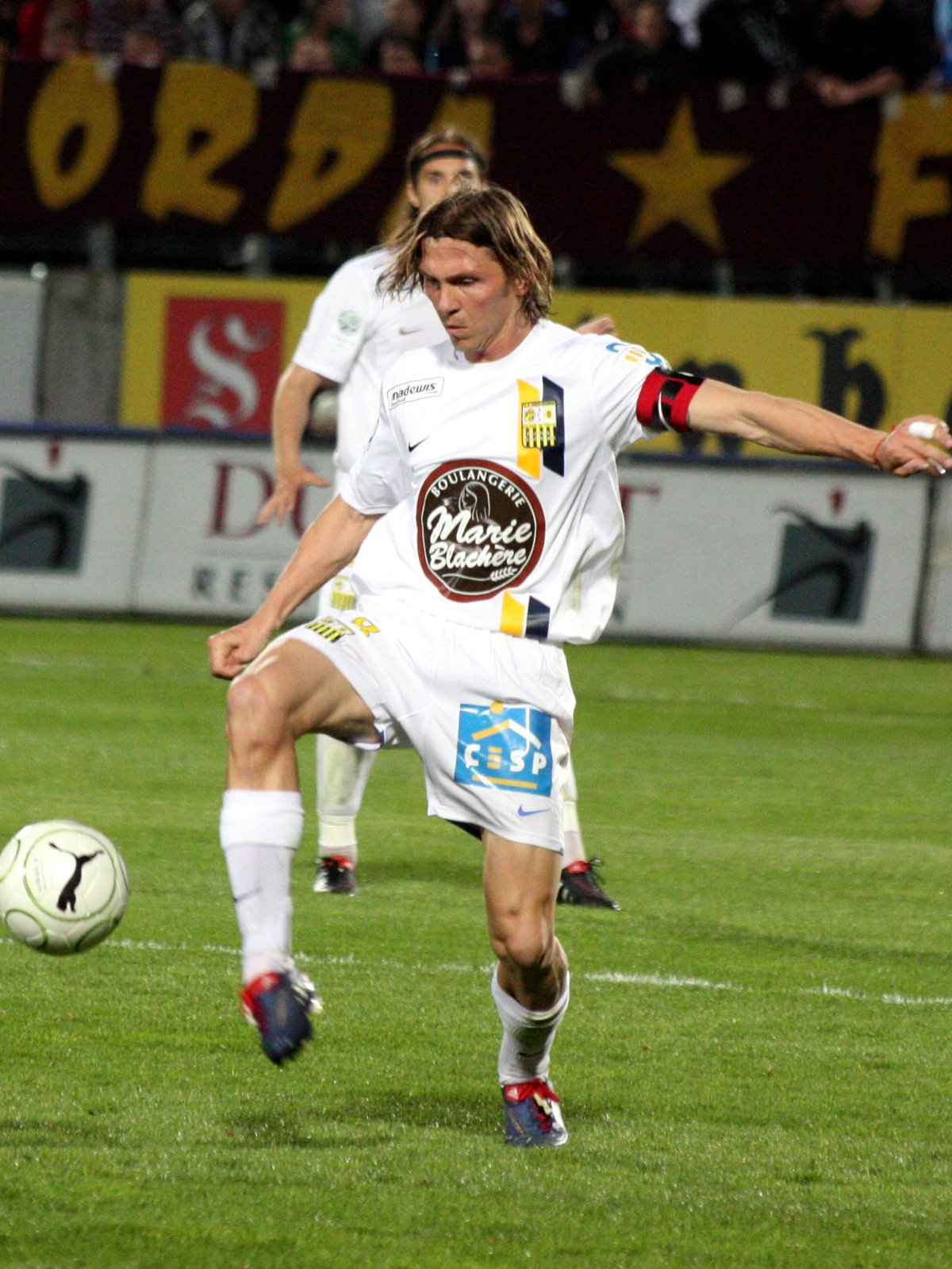
Sébastien Piocelle, Kapitän des AC Arles-Avignon.

Traditionsreichster Fußballverein der Stadt ist die 1931 gegründete Association Sportive Avignonaise, die nach dem Zweiten Weltkrieg aufgrund einer Fusion unter dem Namen Olympique Avignon von Mitte der 1960er Jahre bis 1991 im professionellen Ligabetrieb antrat und in der Saison 1975/76 sogar in der Division 1 vertreten war. Nach einer weiteren Fusion (1992, als Club Olympique Avignonais) heißt der Verein seit 2003 Avignon Football 84 und spielt nur noch in einer regionalen Amateurklasse.
Seit 2009 spielen auch die Fußballer des AC Arles im Parc des Sports von Avignon, und 2010 benannte der Verein sich anlässlich des Aufstiegs in die höchste französische Liga in AC Arles-Avignon um. Spielort und Bezeichnung hat der Klub auch beibehalten, nachdem er 2011 prompt wieder in die Ligue 2 abgestiegen war.

## Rugby
Sporting olympique avignonnais XIII ist der Dreizehner-Rugby-Verein der Stadt Avignon. Er spielt 2010 um die französische Dreizehner-Rugby-Meisterschaft. Der Verein gewann bereits viermal den Frankreich-Pokal (1955, 1956, 1982 und 1986) und erreichte weitere vier Male das Finale (1947, 1958, 1959, 1998). 1957 schaffte er es bis ins Meisterschaftsfinale. Heimspielplatz ist das Stade de Saint-Ruf mit rund 1000 Sitzplätzen.
Das andere Rugby-Team (Fünfzehner-Rugby) der Stadt ist der Verein Union sportive Avignon Le Pontet Vaucluse (USAP 84), der 2009/2010 in der 3. Rugbyliga spielte. Ein weiterer Rugby-Verein namens Entente Sportive Avignon Saint-Saturnin erreichte 1975 das Viertelfinale der französischen Meisterschaft.

## Andere Sportarten

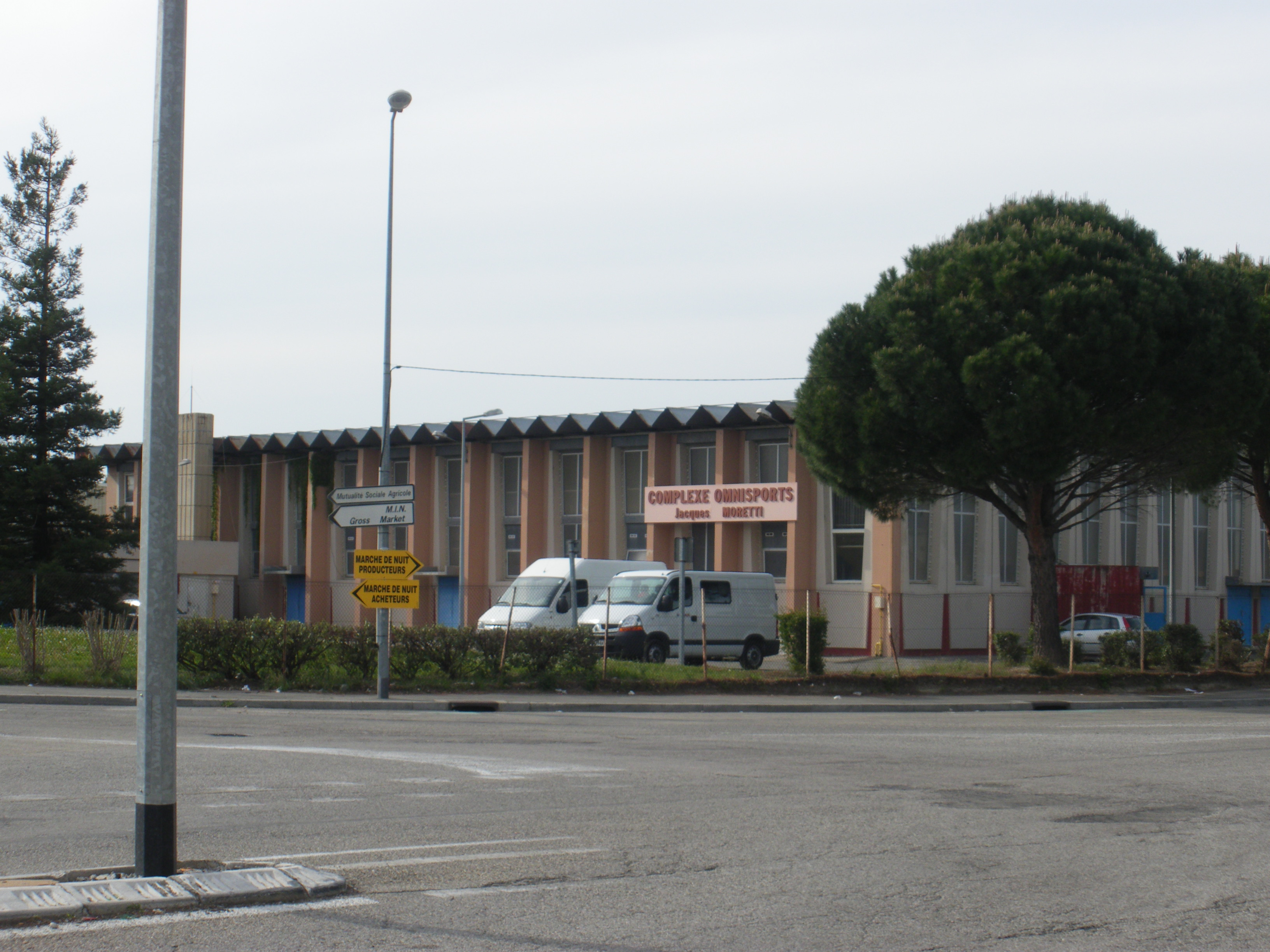
Cosec Moretti

Das Basketballteam ES Avignon spielte zwölf Spielzeiten lang in den Ligen Nationale 1 und Nationale 1 A (1977 bis 1979, 1980 bis 1990). In der Saison 1980/1981 erreichte das Team mit dem sechsten Platz seine bisher beste Leistung. Der Verein nahm außerdem am europäischen Korać-Cup teil. Danach musste er Konkurs anmelden und verschwand Anfang der 1990er. Zurzeit spielt die Nachfolgemannschaft Union sportive Avignon-le Pontet basket-ball in Liga 2.

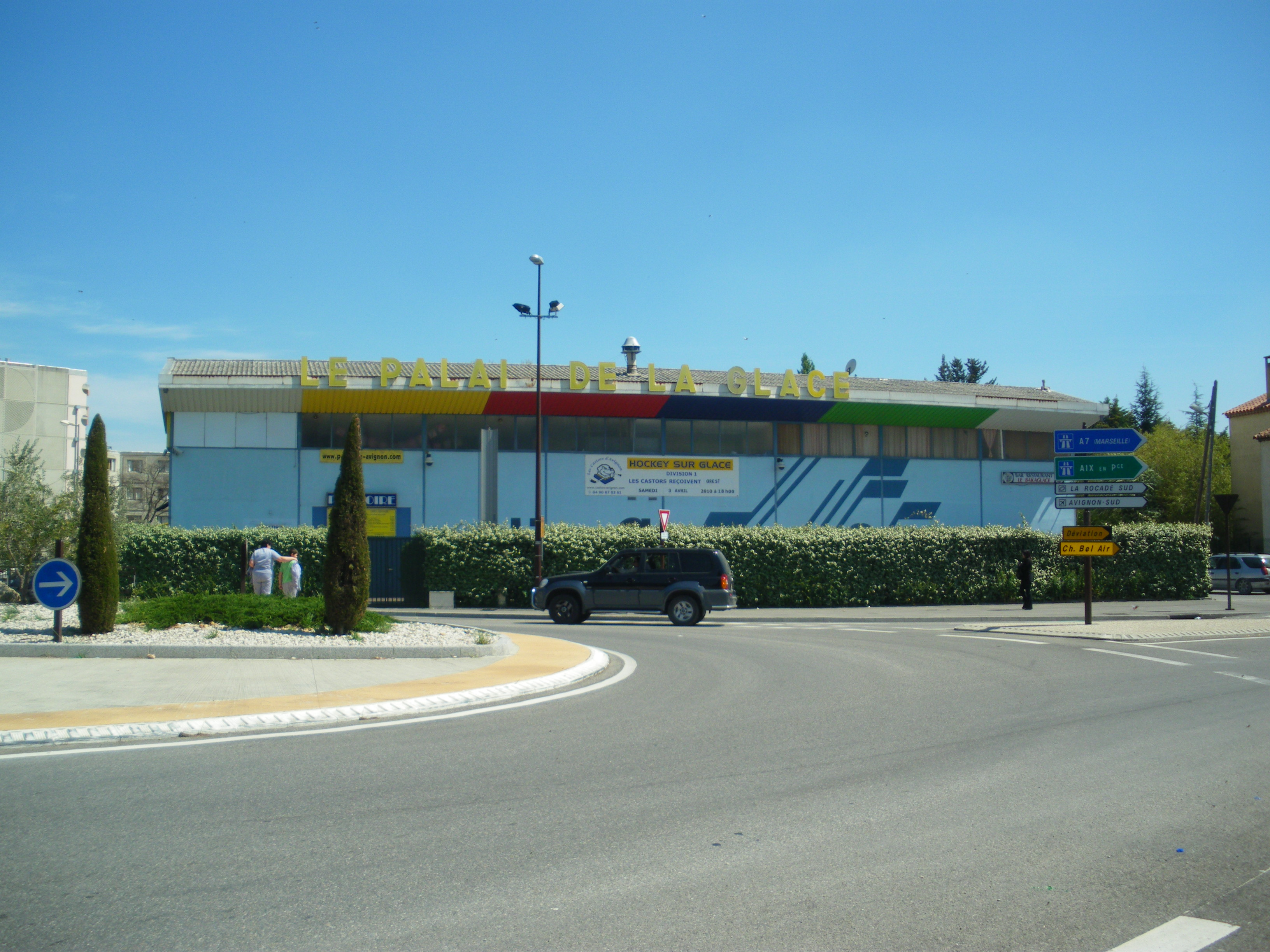
Palais des Glaces

Avignon Volley-Ball spielt 2010/2011 in der Ligue B. Die Mannschaft war lange Zeit eine „Fahrstuhlmannschaft“, da sie häufig zwischen der ersten und zweiten Liga wechselte. Der Verein nahm 1996/1997 am Challenge Cup teil und war 1999 sowie 2000 Meister der Ligue B.
Der Eishockeyverein Castors d’Avignon (ehemals Olympique Hockey Club d’Avignon) spielt 2010/2011 in Division 1 (zweithöchste Liga). Der Verein wurde 2003 französischer Meister der Division 2 und beendete die Saison 2005/2006 als vierter (beste Platzierung).
Im American Football spielen die Warriors du Vaucluse 2010/2011 in Division 3.